# San Antonio Vilamajor
San Antonio de Vilamajor o San Antonio Vilamajor (en catalán y oficialmente, Sant Antoni de Vilamajor)  es un municipio de Cataluña, España. Pertenece a la comarca del Vallés Oriental (Barcelona), y se halla localizado en la vertiente meridional del Montseny. 
Limita al norte y noroeste con San Pedro de Vilamajor, al sur con Llinás del Vallés y al este con Cardedeu.

## Historia
Los orígenes del municipio se sitúan a partir de 1840, fecha en la cual San Antonio Vilamajor se separó de San Pedro de Vilamajor, y formó una unidad independiente conjuntamente con la parroquia de San Julián del Fou.

## Demografía
San Antonio Vilamajor cuenta con una población de 6668 habitantes (INE 2024).
| Gráfica de evolución demográfica de San Antonio Vilamajor entre 1842 y 2021 |
| |
| Población de derecho según los censos de población del INE. Población de hecho según los censos de población del INE.En este censo se denominaba San Antonio de Vilanova: 1842. En este censo se denominaba Vilanova de Vilamajor: 1857. En este censo se denominaba Sant Antoni de Vilanova de Vilamajor: 1860. En estos censos se denominaba San Antonio de Vilanova de Vilamajor: 1877, 1887, 1897, 1900 y 1910. En estos censos se denominaba San Antonio Vilamajor: 1920, 1930, 1940, 1950, 1960, 1970 y 1981. |

| 1900 | 1930 | 1950 | 1970 | 1981 | 1986 | 1998 | 2000 | 2005 | 2010 | 2015 |
| ---- | ---- | ---- | ---- | ---- | ---- | ---- | ---- | ---- | ---- | ---- |
| 834  | 1134 | 1212 | 1402 | 1654 | 1821 | 3063 | 3293 | 4627 | 5479 | 5789 |

## Economía
Agricultura, ganadería y avicultura. Industria. Urbanizaciones de segunda residencia.

## Lugares de interés
- Iglesia de San Antonio, del siglo XVIII, destruida en la Guerra Civil y construida posteriormente en los años 40 del siglo XX en otro emplazamiento.
- Ermita de San Licerio, de principios del siglo XIV.
- Iglesia de San Julián de Alfou, del siglo XII.
- Masías de interés arquitectónico.

## Personajes ilustres
- Álex Palou, piloto de automovilismo actualmente en la IndyCar, campeón de la categoría en 2021, 2023, 2024 y 2025.